# 布扬
布扬（法語：Bouilland，法語發音：[bujɑ̃]）是法国科多尔省的一个市镇，属于博讷区。

## 地理
布扬（47°7'56"N, 4°46'35"E）面积16.65 平方千米，位于法国勃艮第-弗朗什-孔泰大區科多尔省，该省份为法国中东部省份，北起奥布省，西接涅夫勒省和约讷省，南至索恩-卢瓦尔省，东南接汝拉省，东临上索恩省，东北部与上马恩省接壤。
与布扬接壤的市镇（或旧市镇、城区）包括：代坦和布吕昂、萨维尼莱博讷、绍姆地区贝塞、昂特伊、欧拜讷、埃什夫罗讷、菲塞。

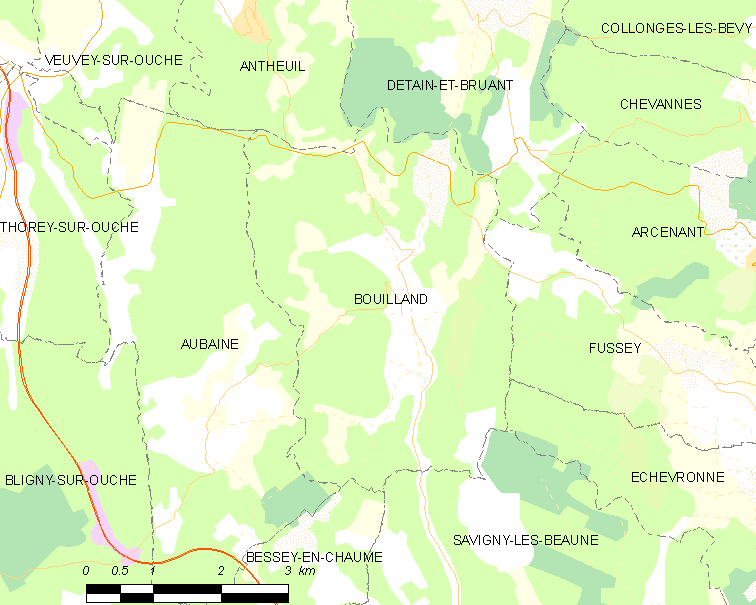
布扬的OSM定位图

布扬的时区为UTC+01:00、UTC+02:00（夏令时）。

## 行政
布扬的邮政编码为21420，INSEE市镇编码为21092。

## 政治
布扬所属的省级选区为拉杜瓦-塞里尼县。

## 人口

1962-2008年间布扬人口变化图示

布扬于2022年1月1日时的人口数量为242人。